# 洪水橋／厦村新發展區

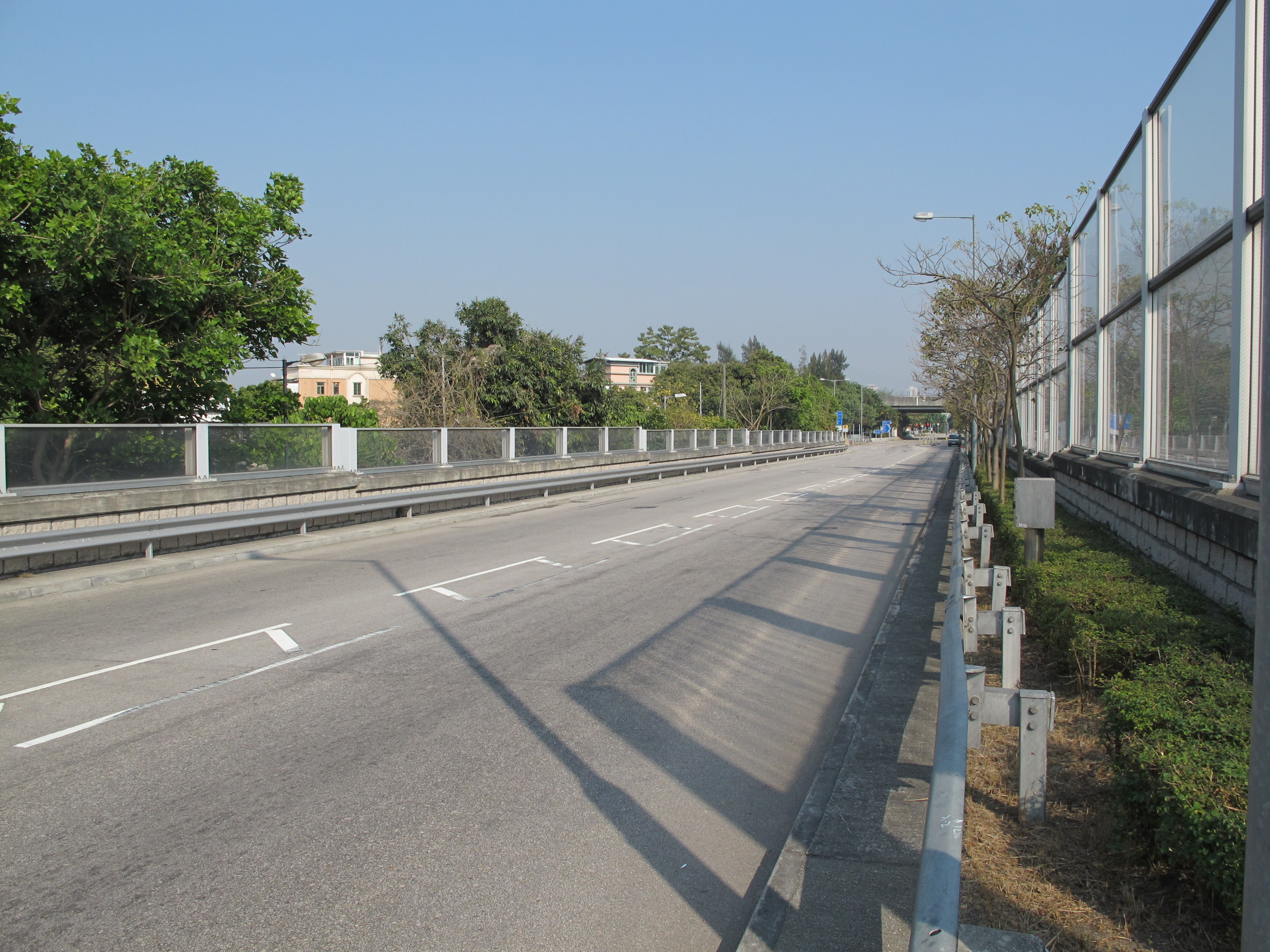
洪水橋新發展區於2002年已經完成前期工程

洪水橋／厦村新發展區（英語：Hung Shui Kiu/Ha Tsuen New Development Area）是香港的其中一個計劃中的新發展區，位於新界元朗區的西南部，大約是洪水橋、厦村及橋頭圍一帶，即天水圍新市鎮的西南面，元朗新市鎮以西，屯門新市鎮以北。
根據香港政府最新規劃，定位為新界西北的「區域經濟及文娛樞紐」，提供大量工商業樓面供應作辦公室、零售、酒店及特殊工業等經濟用途。公私營房屋比例為51:49，有別於新界東北發展計劃的60:40，這是為了平衡毗鄰的天水圍新市鎮高達80:20的公私營房屋比例；洪水橋發展計劃完成後，兩個新市鎮合共公私營房屋比例將為69比31。預計工程會於2019年展開，首批人口於2024年遷入。

## 歷史

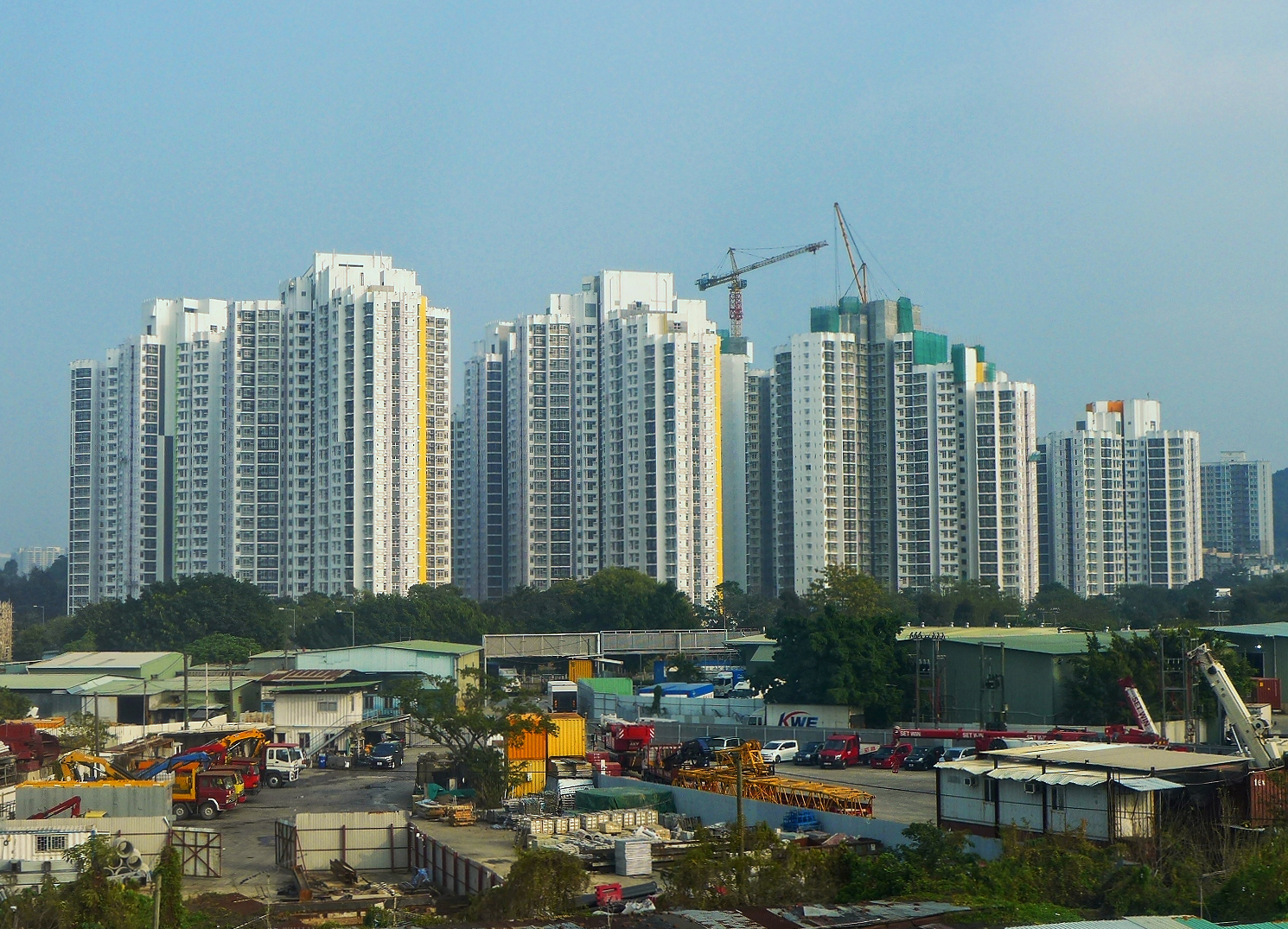
建築中的洪福邨（2015年1月）

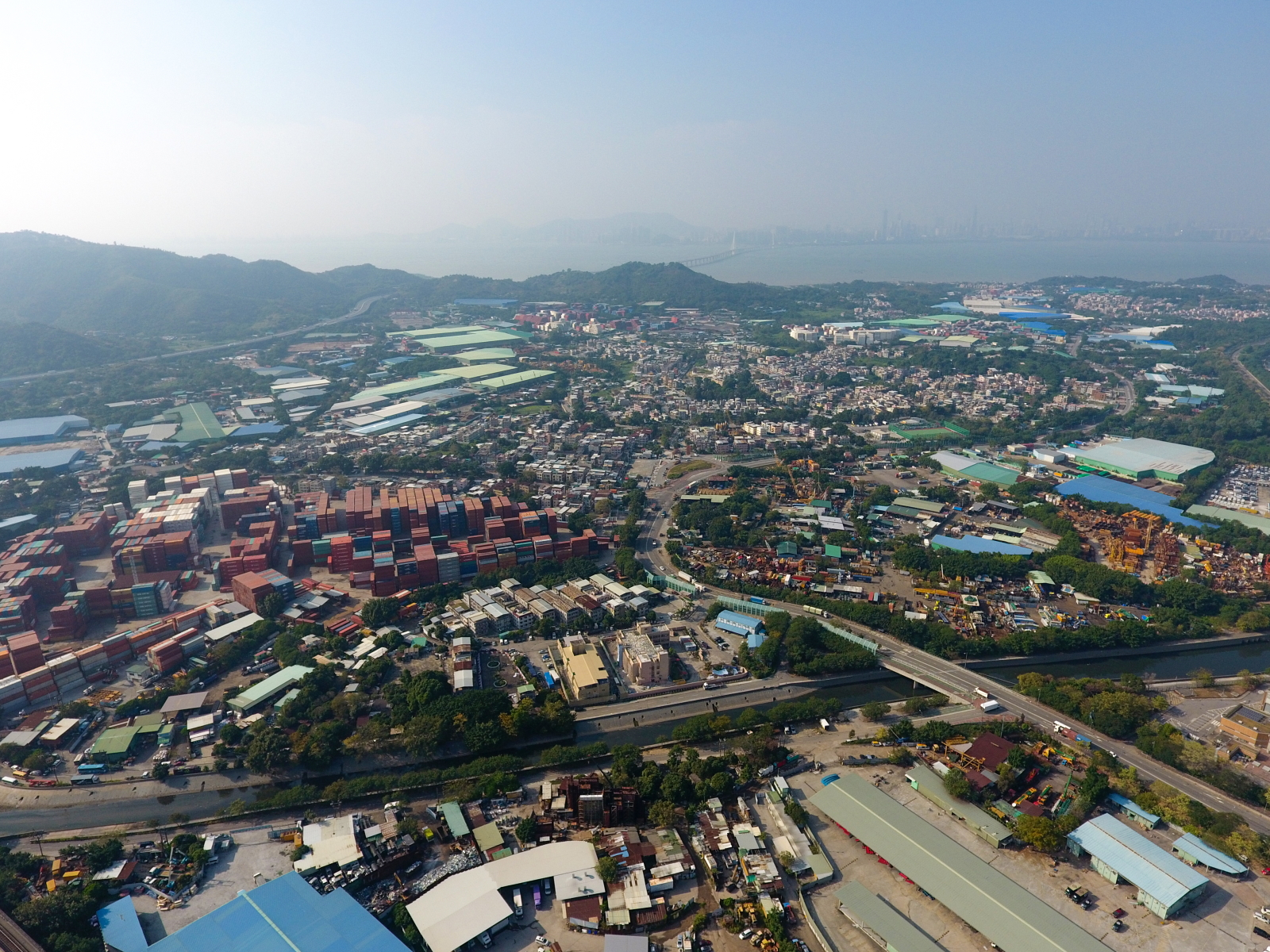
厦村一帶的貨櫃場會提供約6萬個新住宅單位

1998年，政府完成《全港發展策略檢討》，按照檢討之結果，開展了《新界西北規劃及發展研究》。在研究過程中，洪水橋因有西鐵和多條策略性道路連接，又可與天水圍新市鎮相互結合，以及鄰近當時仍在倡議階段的深港西部通道，故被列作具發展潛力之地區之一。

### 1999年環保城計劃
1999年的洪水橋發展方案以「環保城」為概念，佔地435公頃，建議容納人口160,000人，可以提供27,000個就業機會。按照當時的規劃方案，洪水橋於2011年需要接收100,000人口，當時計劃的西鐵第一期亦會配合洪水橋的發展，洪水橋站上蓋會興建高密度住宅區，距離車站10多分鐘的路程的地方將會發展低中密度住宅，洪水橋市中心內有行人路和單車徑。
區內計劃盡量利用環保鐵路系統為主要交通工具，在環保城外圍劃設重型貨車專用通道，以減低城內重型貨車的流量，減少空氣污染。另外，會在城內興建地下行車道以減少交通污染。 除了控制污染物外，環保城內有設計完善的市中心廣場及中央公園，作為消閒及休憩之用途。城內住宅將會以高度階梯排列，中心以高密度宅為主，外圍則是低密度住宅，以連接現存鄉村。社區設施包括政府機構及康樂設施，包括有12間中學及12間小學、警署及消防局等。附近尚預留土地作商業用途，居民可以在環保城附近上班。政府又研究在社區內採用太陽能發電。
《新界西北規劃及發展研究》的文件明確指出洪水橋因鄰近跨境交通基建，將有優厚的發展潛力，故可作為新界西北地區的「門廊」，環保城內將發展跨境貿易及零售業活動。政府亦打算實行全面綠化，將分散各地的貨櫃場集中在公路旁邊，興建一個面積達55公頃的大型貨櫃車場。為了減輕空氣污染，屆時貨櫃車將不可以通過市鎮中心。而位於洪水橋新發展區內的古蹟，例如屏山文物徑和圍村等，將會大力發展，以吸引香港本地及外地的遊客。
整個新界西北地區規劃研究於2003年完成，但因為當時的人口增長及住屋需求放緩，加上環保城的發展方案被立法會否決，洪水橋的居民也對計劃有大量反對意見，發展計劃暫時擱置。

### 2007年再次啟動
香港2030及發展計劃的再次啟動，2007年完成之「香港2030：規劃遠景與策略」研究，重新審視了在新界拓展新發展區的需要，並建議落實新發展區的發展，以應付長遠的住屋需求和創造就業機會。時任行政長官曾蔭權在《2007至2008年度香港行政長官施政報告》把洪水橋新發展區列為「十大基建」之一。
洪水橋新發展區規劃的第一階段公眾參與的首輪活動已於2010年11月19日至2011年1月舉行，向各法定及諮詢組織展示新發展區的主要議題，包括它的願景、策略角色和規劃原則。2011年1月，政府表示將耗資7040萬進行相關的發展規劃及工程研究，預算研究年期3年，工程可於2019年動工。規劃署發言人指，洪水橋會以房屋居住帶動新區為主要考慮，也將預留配合深圳發展的土地，並預留土地給高端、研發型工業，發展高增值及低污染工業，令洪水橋新區提供相關就業機會；而發展過程亦可能會影響到非原居民村落。第一階段公眾參與的次輪活動亦已於2011年12月9日至2012年2月9日期間進行，主要與持份者和市民討論及交換意見。
洪水橋發展計劃的第二階段公眾参與於2013年7月15日至10月15日期間進行，初步發展大綱圖亦同時公佈。新發展區佔地達826公頃，覆蓋範圍東至天影路、屏廈路、橋洪路，南至元朗公路，西至港深西部公路，北至深灣路、流浮山道。新發展區預算可提供60,000個住宅單位，容納218,000人，及製造100,000個就業機會。新發展區分為六個部份，包括河畔和鄉村區、灣景區、物流和科技區、商業及住宅綜合區、東部住宅區及商業中心，和南面住宅區。將有五條非原居民村需要清拆，分別為亦園村、田心新村、新生新村、石埗路尾村及沙洲里二村。
洪水橋發展計劃的第三階段公眾参與於2015年6月16日展開，收集市民對「建議發展大綱圖」的意見。經發展局修訂後，青山公路以南的地段被剔出新發展區，但因發展密度有所上調，仍可提供近六萬個單位。洪水橋的發展定位修訂成新界西北的區域經濟及文娛樞紐，新發展區商業用途包括辦公室、酒店及零售，總樓面面積多達200萬平方米，規模相等於現時中環甲級寫字樓商業總面面積，亦有近350萬平方米用作工業及特殊工業的樓面面積。新發展區總共可提供15萬個就業機會，包括零售餐飲、辦公室、工業、企業及科技園、物流設施、港口後勤及社區服務，以紓緩洪水橋、屯門及天水圍居民跨區就業的需要，亦避免商業活動和就業機會，過度集中在市區。新發展區將首次增闢4條商店街，以期扭轉昔日新市鎮私人屋苑商場林立但街道了無生氣的情況。為落實規劃意念，當局未來整合土地招標時，將首次透過收緊地契條款，列明發展項目面向街道的地面，須強制設置地舖，並將一樓平台移後作戶外咖啡室等用途，以營造街道活力。針對區內現時190公頃的「棕地」，政府除預留土地整合現有的棕地作業，遷入多層樓宇，亦會仔細研究如何安置現有棕地使用者。在2017年的施政報告中，時任行政長官梁振英表示，洪水橋新發展區將作為試點，探討以多層工業樓宇或其他有效使用土地模式整合棕地作業，以釋放棕地作發展用途。政府亦會就全香港的棕地狀況展開調查。而受拆遷影響的居民，政府將以「加強版傳統新市鎮發展模式」進行收地，受影響村民可原區上樓安置或獲發特惠補償金，當局已在洪福邨旁預留土地作原區安置，料提供1,800個單位。
第三階段公眾參與完結後，政府參照公眾人士提出的意見，於2016年9月5日發佈經修訂的建議發展大綱圖。新發展區將興建的單位數量提高至61,000個，而劃作港口後勤及物流設施用途的土地面積也有所增加。
2019年，計劃改名為洪水橋／厦村新發展區，同年9月，土木工程拓展署完成洪水橋／厦村新發展區與鄰近地區環保運輸服務可行性研究，認為自動捷運系統、環保巴士系統及現代化電車比較可行。其中自動捷運系統最快，從泥圍站至流浮山站需時13分鐘，初步預算建造成本約400億至450億港元。

### 2021年因應前海深港合作區而改變發展
2021年9月，財政司司長陳茂波接受《星島日報》專訪時透露，會因應中央提出深化前海深港合作區的改革方案和需考慮如何與深圳協同發展，將發展區內預留的部分商業用地改作住宅用途。

## 進度
洪水橋／厦村新發展區的環境評估報告已於2016年12月15日獲環保署署長有條件通過，而城市規劃委員會的法定程序亦已開展，「洪水橋及厦村分區計劃大綱草圖」於2017年5月26日刊憲。大綱圖共收到117份公眾申述及338份意見書，公開聆訊於2018年1月至2月期間進行。元朗區議會於2016年尾也成立了洪水橋新發展區工作小組，討論和監督規劃內容和實施安排。
洪水橋第13區現已建成公屋洪福邨，為新發展區內首個落成公屋，設有9幢樓高17至24層的住宅樓宇及一座單層商場。停車場大樓樓高3層，其中1層專為社會福利設施而設，包括1所綜合職業康復服務中心和1所中度弱智人士宿舍，於2015年年中落成。
而位於橋頭圍、鄰近天水圍站的居屋屏欣苑已於2018年9月落成，成為新發展區內首個落成居屋。

## 交通運輸

### 區內
- 環保運輸系統（建議中）
- 單車徑網絡
- 香港輕鐵

### 主要幹道
- 10號幹線：深港西部通道及港深西部公路（外圍經過）
- 青山公路洪水橋段
- 洪天路：連接天水圍新市鎮
- 9號幹線：元朗公路（15號出口）

### 鐵路
- 屯馬綫（將設洪水橋站）
- 港深機場鐵路（規劃中）
- 交椅洲人工島鐵路（規劃中）

## 爭議

### 加劇中港融合
在1999年的《新界西北規劃及發展研究：洪水橋發展建議》中，政府已察悉洪水橋鄰近當時仍在倡議之深港西部通道的特點，建議要把洪水橋發展城「門廊城市」，以滿足日益增張的中港商業和社會互動需要。二十一世紀10年代起，內地把前海深港现代服务业合作区發展成經濟自由貿易區和新興金融中心，由於該區跟洪水橋相距不遠，亦使洪水橋發展區之發展潛力進一步上升。2011年初規劃署官員簡介洪水橋的發展計劃時，也明確表示將預留配合深圳發展的土地。
一些團體認為發展洪水橋需掌握前海的發展機遇，以帶動新界西北地區之經濟發展，例如「一國兩制研究中心」建議把洪水橋打造成新界的「新宿」；而新界西立法會議員、屬新界社團聯會的梁志祥，也提出要讓洪水橋成為「前海人的家園」，白天在前海上班，晚上返回洪水橋的家休息。
而在2014年《鐵路發展策略》中因成本過高而被擱置的港深機場鐵路，在早年的規劃過程有倡議於前海設站，及設置洪水橋支線。公共專業聯盟黎廣德曾質疑，由於洪水橋發展區已預留不少商業用地，此鐵路線如成功落實，勢令洪水橋成為前海的衛星城市。

### 漠視非原居民利益
於2013年政府公佈洪水橋新發展區的初步發展大綱圖時，顯示五條需清拆的村落全為非原居民村，而所有原居民村則不受影響；而在公眾參與的過程中，非原居民的待遇和意見也不被重視，在公眾參與期限完結後才安排居民會。洪水橋新發展區聯村關注組成員何開發認為，政府此舉只保障原居民，不保障非原居民，違反了基本法第三章二十九條「香港居民的住宅和其他房屋不受侵犯」。
此外，因洪水橋將發展的消息流傳多年，令不少地產商已收購區內土地，如恆基地產已擁有發展區內約500萬平方呎農地地皮。當中130萬平方呎更位於未來的市中心地段。故此，居於由私人發展商持有之土地上的居民，隨時面臨收地逼遷的威脅。於2015年第三階段公眾參與活動仍在進行期間，田心新村部分地段的業主榮捷發展有限公司，於7月中要求房東於8月10日前清空所有單位，村民也飽受南亞裔人士的滋擾。
而洪水橋新發展區在公眾人士猛烈批評下，仍採用「加強版傳統新市鎮發展模式」作收地，此方式容許該區私人土地業主「原址換地」，有立法會議員認為此舉容易讓公眾人士產生「官商勾結」之觀感。

### 交通配套未能負荷
現時新界西北地區的骨幹交通屯馬綫，繁忙時間客量已超過設計容量的上限。雖然顧問公司表示前西鐵綫由7卡增加至8卡，以及改善訊號系統，將可增加載客量達60％，但洪水橋新發展區聯村關注組成員何開發指出，根據2011年人口普查，新界西北地區每日有49萬人需跨區上班上學，而2014年西鐵綫載客量每日僅41萬人次，已不足以應付需要，加上除了洪水橋，新界西北地區亦有元朗南發展區及多項房屋發展項目，進一步推高新界西北地區的人口，即使新設的8卡車廂亦無法紓緩如此龐大的人口壓力。何開發又認為，政府多番把「東西走廊」（屯馬綫）與西鐵綫混為一談，實屬偷換概念。
雖然政府於2017年開展了11號幹線的可行性研究，但預料該道路最快到2036年才能通車，加上無法直達市區核心地段，疏導交通的效益依然存疑。

## 外部連結
- 洪水橋新發展區 （页面存档备份，存于）
- 參考資料
  - 香港地方 - 未來發展區 （页面存档备份，存于）
  - 「洪水橋新發展區規劃及工程研究」第一階段社區參與
- 工程研究
  - 洪水橋新發展區規劃及工程研究 （页面存档备份，存于）
  - 洪水橋新發展區規劃及工程研究
- 環境評估資料（香港環境保護署存取）
  - 環境評估主頁 （页面存档备份，存于）
  - 環境評估文件 （页面存档备份，存于）